# Gouvernement militaire de l'armée des États-Unis en Corée
1945–1948
Entités précédentes :
- Corée japonaise
- Gouvernement provisoire de la république de Corée
- République populaire de Corée

Entités suivantes :
- Première République (Corée du Sud)

Le gouvernement militaire de l'armée des États-Unis en Corée, connu aussi sous le nom d'USAMGIK d'après son acronyme en anglais (United States Army Military Government in Korea), était l'organisme officiel qui dirigeait la moitié sud de la péninsule coréenne du 8 septembre 1945 au 15 août 1948. Les bases de la république de Corée ont été posées au cours de cette période.
À cette époque, le pays était en proie au chaos politique et économique. Le mécontentement populaire provenait du fait que le gouvernement militaire américain s'est d'abord appuyé sur l'administration coloniale japonaise, utilisant les fonctionnaires japonais en tant que conseillers, tout en ignorant puis en démantelant les structures de la république populaire de Corée (RPC) pour finalement mener à la division du pays.
En outre, l'armée américaine n'était pas préparée à administrer le pays, ne connaissant ni la langue, ni la situation politique. Ainsi, bon nombre de leurs mesures ont eu pour effet de déstabiliser la région. Des vagues de réfugiés en provenance de la Corée du Nord (environ 400 000 personnes) et de Coréens revenant de l'étranger (Mandchourie, Japon, Chine) ont également contribué à maintenir le pays dans la tourmente. 
La zone contrôlée correspond à peu près à la Corée du Sud actuelle agrandie de la ville de Kaesong et de la péninsule d'Ongjin. Par contre, la ville de Sokcho et les districts de Goseong, Yanggu et Cheorwon étaient alors sous contrôle communiste.

## Contexte

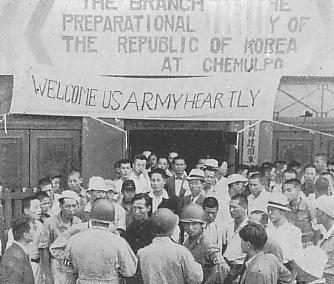
La section de Chemulpo du comité pour la préparation de la république de Corée.

Après la fin de la Seconde Guerre mondiale, suivant la décision prise par les alliés à la conférence du Caire, le Japon doit abandonner la Corée qu'il avait annexée en 1910. À Yalta, en février 1945, les Soviétiques s'engagent à attaquer le Japon dans les trois mois qui suivent la défaite de l'Allemagne en échange de concessions territoriales en Extrême-orient. Dans les mois qui suivent, les alliés prévoient de diviser la Corée suivant quatre zones : américaine, soviétique, britannique et chinoise (la Chine de Tchang Kaï-chek). À cette époque, Roosevelt, considérant les expériences faites aux Philippines, pense que le pays devra rester 20 à 30 ans sous tutelle. L'URSS attaque le Japon en Mandchourie le 9 aout 1945 ; le 6 et le 9 aout, deux bombes atomiques explosent à Hiroshima et à Nagasaki entrainant la cessation des hostilités[réf. nécessaire]. Surpris par la rapidité de la chute de l'empire japonais, ce n'est que le 11 aout, dans l'urgence, que l'armée américaine définit les zones de reddition pour les soldats japonais. Pour la Corée, ceux-ci devront rendre les armes aux Américains au sud du 38e parallèle et aux Soviétiques au nord. L'idée d'utiliser le 39e parallèle fut vite rejetée, en partie à cause de la rapidité de l'avancée des troupes soviétiques. La limite est fixée dans l'ordre général n° 1 concernant la reddition du Japon qui est communiqué aux alliés le 15 aout.
À la suite de la reddition du Japon le 15 août 1945 et pour assurer la sécurité des Japonais, le général Nobuyuki Abe, dernier gouverneur-général de Corée, choisit de transférer son pouvoir à Yeo Un-hyeong, un chef de la résistance, gauchiste modéré, qui forme d'abord le « comité pour la préparation de l'indépendance coréenne (ko) » (CPIC) puis proclame l'établissement de la république populaire de Corée (RPC) dont il devient le vice-premier ministre,. Assurant son pouvoir par l'intermédiaire de comités populaires dans toutes les localités de la péninsule, ouverte à tous les Coréens à l'exception des collaborateurs, soutenue par le peuple car elle propose la confiscation des propriétés des colonisateurs ainsi qu'une redistribution des terres, contrôlant le commerce du riz et les entreprises des Japonais, cette organisation a la main sur la Corée lorsque les Américains arrivent. 
Cette période voit aussi la création de douzaines de partis politiques et de journaux. Dans cette période chaotique, des mouvements de jeunesse sont alors fondés pour maintenir l'ordre. Dès le 25 aout, 2000 jeunes et étudiants assurent la sécurité à Séoul, 140 organisations locales s'occupent de la province, toutes sous le contrôle de Jang Gwon du CPIC. Ces nombreux groupements paramilitaires initialement unis vont rapidement se diviser en suivant leurs préférences politiques.

## L'administration américaine

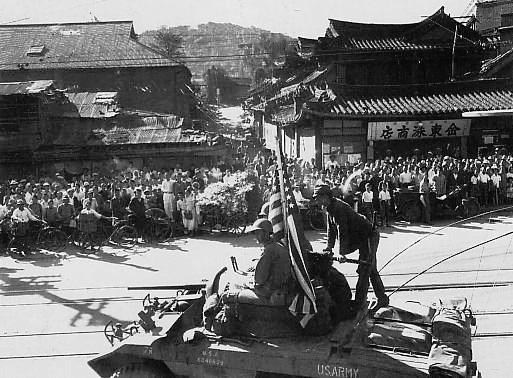
Forces américaines en Corée, 8 septembre 1945.

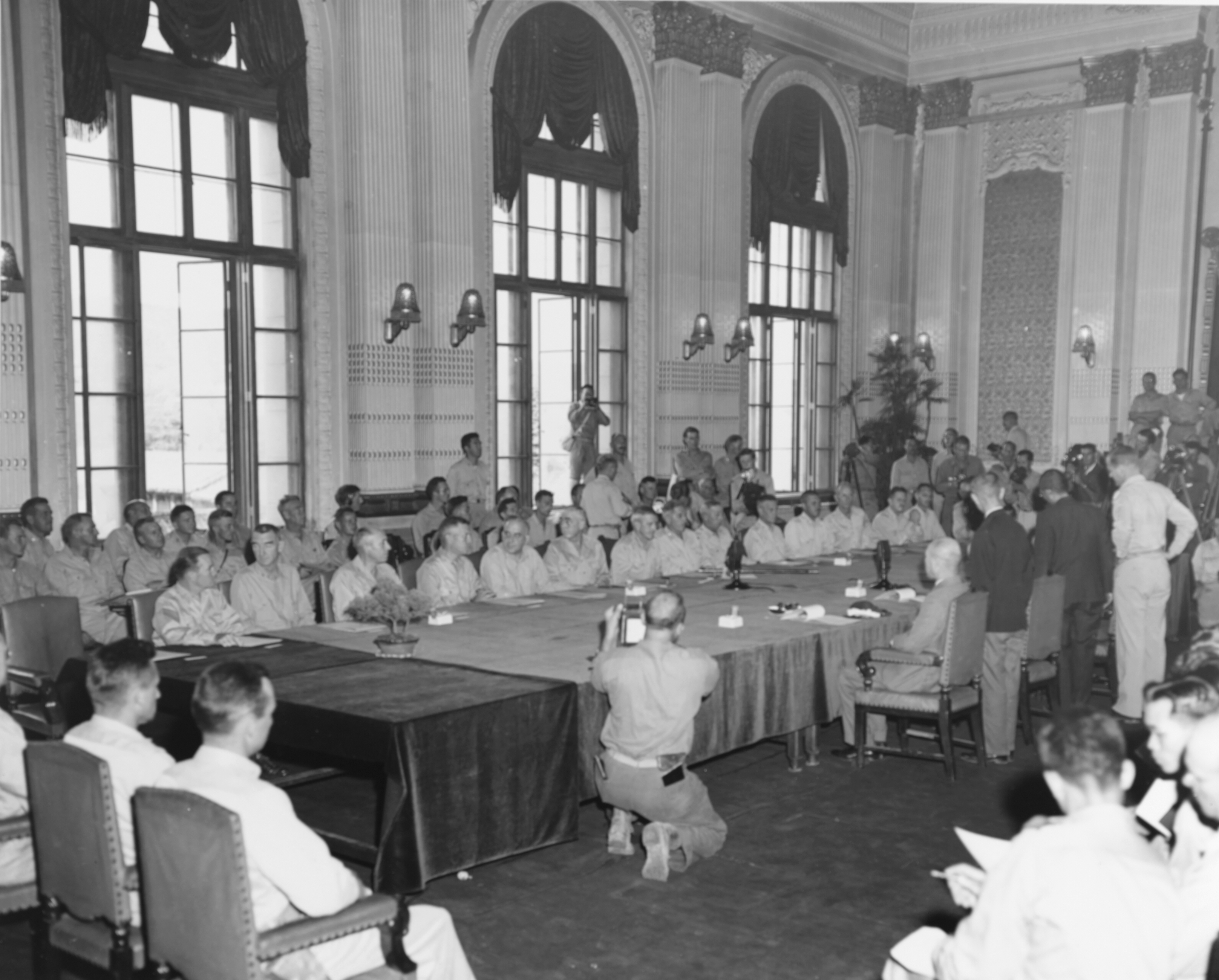
La cérémonie de reddition des forces japonaises.

Au mois d'aout, l'URSS attaque le Japon en Mandchourie comme promis à la conférence de Yalta et pénètre dans le nord de la Corée. Pour s'assurer que les communistes ne poursuivent pas leur avance, le général MacArthur désigne le lieutenant-général John R. Hodge comme administrateur militaire des affaires coréennes le 7 septembre. Celui-ci débarque avec ses troupes dans le cadre de l'Opération Blacklist Forty le 8 septembre à Incheon et en application de l'ordre général n° 1 concernant la reddition du Japon, il prend le contrôle de la péninsule au sud du 38e parallèle. Quatre jours avant son arrivée en Corée, Hodge déclare à ses officiers que « la Corée est un ennemi des États-Unis ».
Hodge et son corps d'armée sont choisis du fait de leur proximité géographique car ils étaient stationnés auparavant à Okinawa. Cependant, ils n'étaient pas préparés, n'avaient aucune expérience de l'administration civile, pas d'interprètes, peu de consignes et un grand manque de personnel qualifié pour cette tâche.
L'administration américaine refuse tout d'abord de reconnaitre et de rencontrer les chefs de la résistance coréenne que ce soit la RPC ou le gouvernement provisoire de la Corée en exil (GPC) mené par Kim Ku. Le 9 septembre, lors de la cérémonie de reddition, Hodge annonce que l'administration coloniale japonaise sera gardée intacte, y compris le personnel et le gouverneur-général. À la suite d'un tollé massif, il procède à leur remplacement mais les garde comme conseillers et continue de s'appuyer sur les collaborateurs coréens. Les Japonais resteront encore plusieurs mois en service alors que le peuple coréen était pressé d'accéder enfin à l'indépendance.
En octobre 1945, Hodge fonde le conseil consultatif de Corée. Neuf des onze sièges sont octroyés aux membres du parti démocrate coréen (PDC, Hanmindang), un groupement ultra-conservateur composé principalement de grands propriétaires terriens, de riches hommes d'affaires et d'anciens fonctionnaires de l'administration coloniale. Quelques membres de la RPC devaient les rejoindre mais ils refusent, critiquant les  personnes nommées à cause de leur collaboration avec les Japonais. Ce choix renforce encore le ressentiment de la population envers le gouvernement militaire. 
Le 16 octobre 1945, Hodge fait venir Syngman Rhee et l'accueille lors d'une conférence de presse commune. Rhee avait été le premier président du gouvernement provisoire de la Corée et avait passé une grande partie de sa vie aux États-Unis. Kim Ku et Kim Kyu-sik sont ensuite autorisés à revenir quelques semaines après mais seulement comme simples citoyens,. 
Entre-temps, la RPC avait été dissoute car les Américains voyaient en elle un instrument des Soviétiques pour mettre la main sur la péninsule. Le gouvernement militaire lui reprend aussi le contrôle des entreprises et du commerce du riz. En conséquence, ses structures évoluent et s'organisent différemment. Yeo Un-hyeong fonde le parti populaire de Corée (PPC, Inmindang) le 12 novembre 1945, un parti de la gauche modérée. Le conseil national des syndicats coréens (CNSC) puis en décembre la ligue nationale des syndicats paysans, la ligue de la jeunesse coréenne démocratique et la ligue des femmes sont également créés. 
Dès lors, la politique coréenne à Séoul va être dominée par quatre grands courants : Pak Hon-yong pour les communistes (PCC), Yeo Un-hyeong pour le PPC, les partisans de Kim Ku et Kim Kyu-sik (les modérés) et surtout Syngman Rhee et le parti démocrate coréen qui parviennent à unifier l'action des nationalistes de droite.

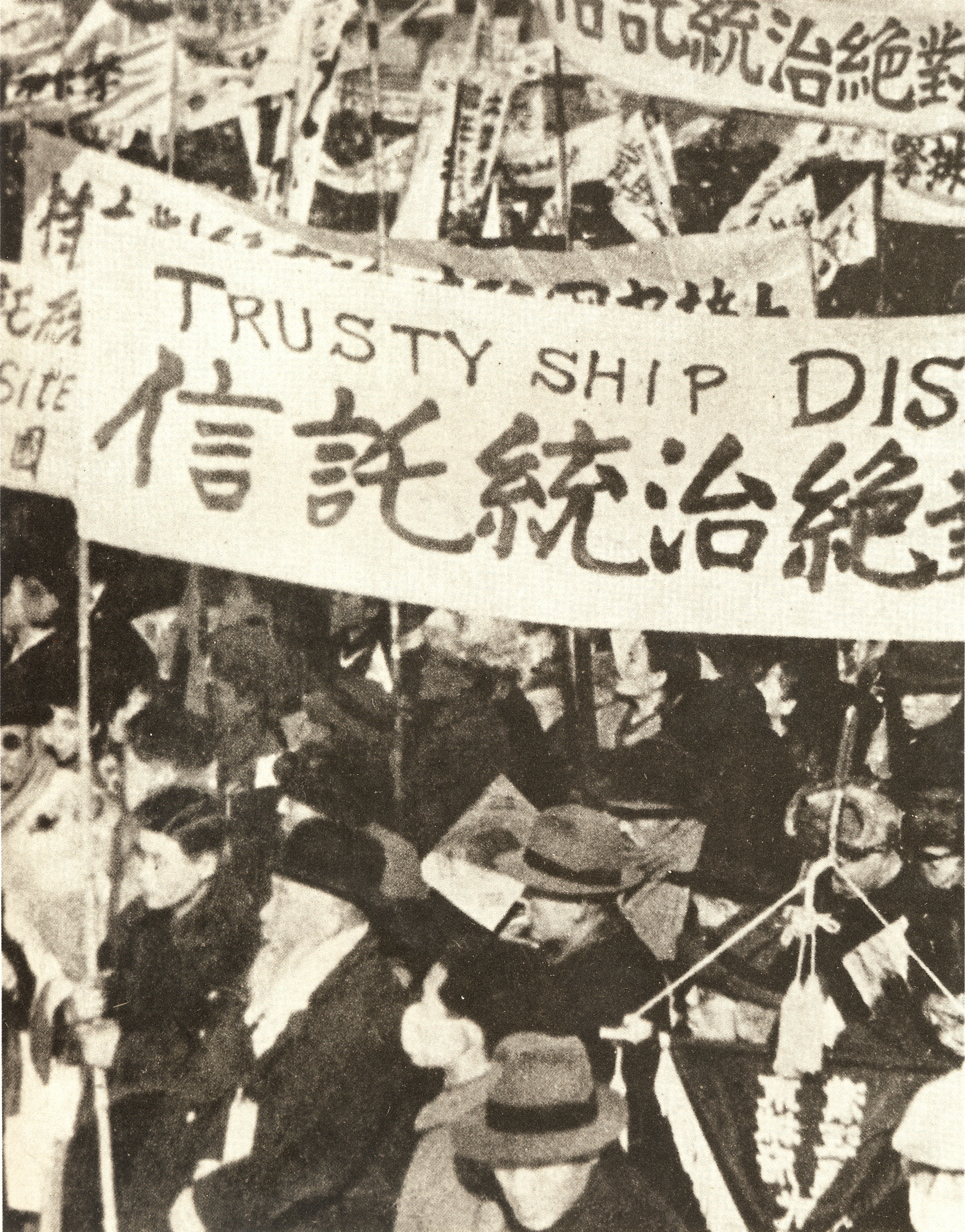
Manifestation contre la mise sous tutelle

Le 27 décembre 1945 à la conférence des ministres des affaires étrangères de Moscou, les États-Unis et l'URSS s'accordent pour une tutelle à long terme, la Corée devant être administrée par une commission mixte américano-soviétique. Au bout de quatre ans, la Corée doit devenir indépendante. Cependant, les deux superpuissances installent des gouvernements différents dans leurs zones respectives, selon leurs idéologies politiques. Cet accord est un choc supplémentaire pour les Coréens qui voient se profiler une scission du pays et s'envoler l'espoir d'une indépendance rapide. De plus, cette mise sous tutelle leur rappelle la mise en place du protectorat par les Japonais au début du siècle.
Le mouvement de protestation contre la tutelle est initialement mené par Kim Ku mais celui-ci change d'avis après une rencontre avec Hodge, craignant plus une scission du pays qu'un retard dans l'indépendance. La gauche comptant sur le soutien de l'URSS, c'est le groupe de Syngman Rhee, profondément anticommuniste, qui se profile à la tête de ce mouvement et assoit ainsi son soutien populaire auprès des nationalistes.
En ces temps agités, le maintien de l'ordre est alors confié à la police nationale coréenne avec Jang Taek-sang à sa tête, un membre du parti démocrate de Corée. Conformément à la politique suivie consistant à s'appuyer sur les structures héritées de la période coloniale, cette force est essentiellement constituée de policiers qui avaient travaillé pour les Japonais et qui continue d'user de la même brutalité. En raison des difficultés d'approvisionnement, la police est aussi chargée de la collecte du riz.  
Une unité de gendarmerie forte de 25 000 hommes est créée en janvier 1946. Elle sera à l'origine de l'armée sud-coréenne. Elle est renforcée par des anciens gendarmes coloniaux qui avaient été en poste dans le nord de la péninsule mais qui avait dû quitter leur poste après la prise du pouvoir par les communistes. L'académie militaire responsable de la formation des gendarmes devait être conduite par 20 officiers venant de l'armée japonaise, 20 de l'armée du Kwantung et 20 de l'armée de restauration. Cependant, ces derniers refusèrent de travailler au côté des anciens serviteurs de l'empire japonais. En conséquence, les Coréens rejetèrent les forces de police et de gendarmerie, toutes deux considérées comme étant composées de collaborateurs.

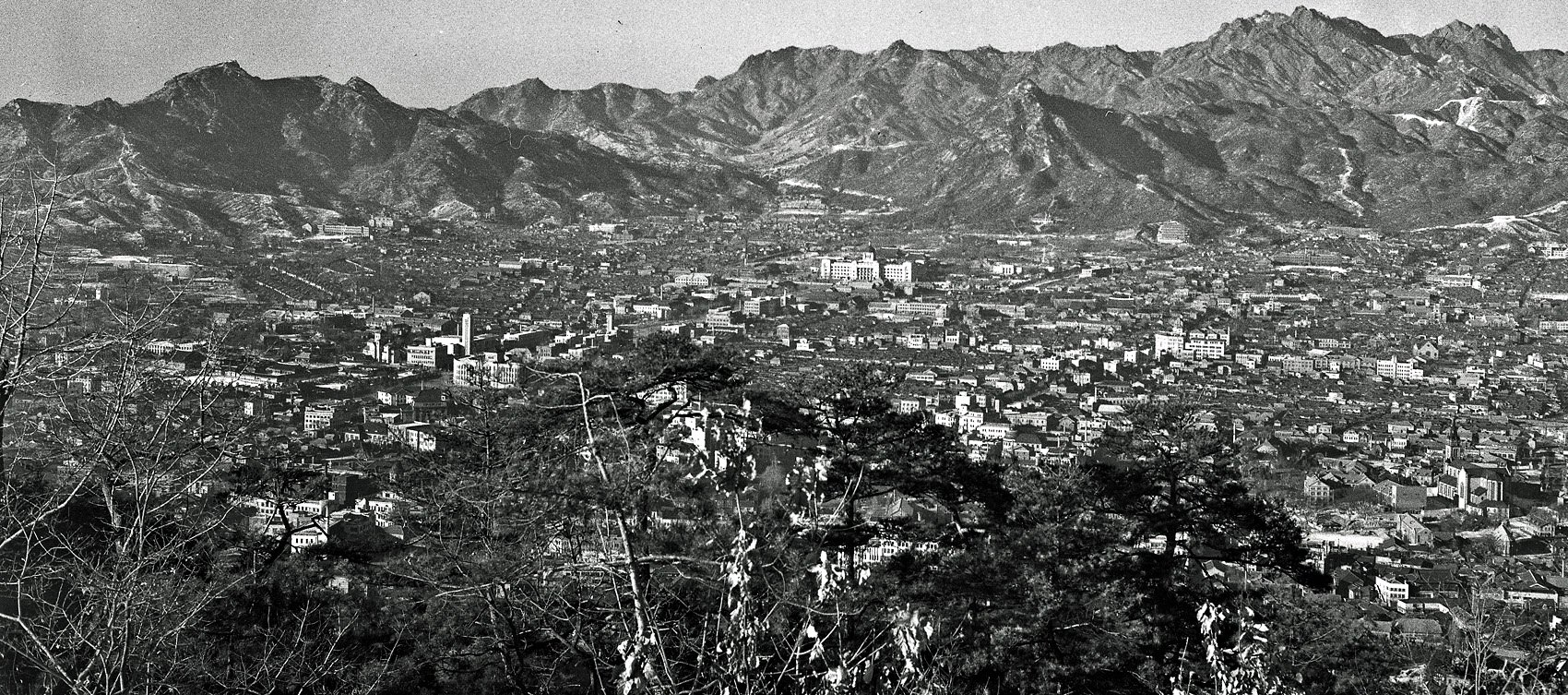
Séoul en 1945

Le 14 février 1946 voit la formation d'un « Representative Democratic Council » sous la direction du gouvernement américain. Bien que devant représenter tous les points de vue, il n'a que peu de pouvoir et est dominé par les conservateurs. Les communistes commencent à changer de tactique : ne cherchant plus à travailler avec les autres groupements, ils tentent plutôt de perturber le gouvernement militaire, s'appuyant sur le mécontentement populaire exacerbé par les difficultés économiques, l'inflation et l'absence de réformes agraires.
À partir de mai 1946, un comité de coalition soutenu par le gouvernement militaire et mené par Kim Kyu-sik (droite modérée) et Yeo Un-hyeong tente d'unifier la droite et la gauche pour limiter la poussée des extrémistes mais a un succès limité car il doit faire face aux attaques de Syngman Rhee qui pousse à la création d'un État séparé.
Dès juin 1946, la commission bipartite entre les États-Unis et l'URSS reconnait son échec à former un gouvernement de coalition. Dès lors, le gouvernement militaire va commencer à mettre en place le passage du pouvoir et à accentuer sa pression sur les mouvements de gauche. Il interdit les syndicats mais cependant, ne parvient pas à interrompre les mouvements de grève. De plus, accusant les communistes d'avoir imprimé des faux billets, il procède à des arrestations et suspend son bulletin, le Haebang ilbo. Le 15 aout, un autre mandat d'arrêt est lancé visant l'exécutif du parti communiste, en particulier Pak Hon-yong. Les journaux de gauche Joseon inminbo, Hyeondae ilbo et Jungang ilbo sont alors interdits.
Des élections sont organisées pour mettre en place une assemblée législative intérimaire. Un sondage réalisé en aout 1946 révèle que 70 % des Coréens sont favorables au socialisme, 14 % au capitalisme et 7 % au communisme. Il est décidé que la moitié des membres sera désignée par le gouvernement militaire et l'autre moitié par le peuple. Les élections se tiennent en octobre 1946, cette assemblée est dès lors dirigée par Syngman Rhee et Kim Kyu-sik. 

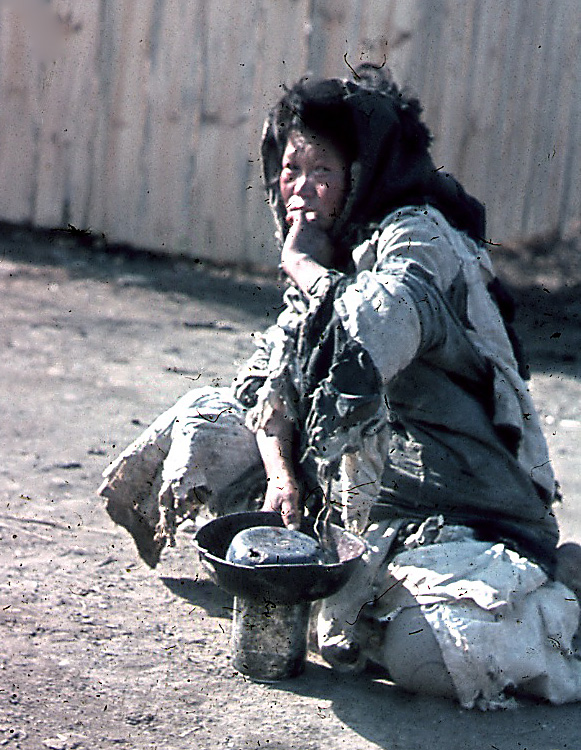
Une mendiante à Séoul à l'automne 1945

Ces élections sont accompagnées par des émeutes, surtout dans le sud du pays. Elles commencent le 23 septembre par une grève des cheminots à Busan qui s'étend rapidement aux autres villes et aux campagnes. Issu d'une protestation contre la politique gouvernementale et demandant le rétablissement des comités populaires fondés par la RPC, ce mouvement espère aussi obtenir de meilleures conditions de travail, des augmentations de salaire et des rations de riz ainsi que la libération des prisonniers politiques. Le 1er octobre à Daegu, une tentative de la police de maitriser les manifestants se solde par la mort de trois étudiants et par de nombreux blessés. La contre-attaque de la foule cause la mort de 38 policiers. Le 3 octobre à Yeongcheon, le commissariat de police est attaqué par 10 000 personnes, tuant 40 policiers ainsi que le chef du district. D'autres attaques mortelles sont dirigées contre des propriétaires terriens et des anciens collaborateurs pro-japonais. En réponse, le gouvernement fait revenir le calme : il instaure la loi martiale, envoie les soldats américains et les milices de droite en renfort et fait tirer sur la foule causant la mort d'un nombre indéterminé de personnes.  L'échec de ces grèves est un moment crucial dans la prise du pouvoir politique en Corée car les comités populaires et le conseil national des syndicats en sortent affaiblis. De même, la plupart des dirigeants communistes sont emprisonnés ou se réfugient dans le Nord, travaillant dès lors clandestinement et utilisant une tactique de guérilla. Au total, 1342 personnes sont arrêtées et 16 d'entre elles sont condamnées à mort.
À l'opposé, les liens entre les groupements paramilitaires et le gouvernement en sortent renforcés. Deux mouvements vont dès lors prédominer. Le premier est le Korean National Youth Corps (KNYC) du général Yi Beom-seok, l'ex-commandant de l'armée de restauration. Son objectif est d'avoir un mouvement de jeunesse anticommuniste apte au combat. Soutenu massivement par le gouvernement militaire, c'est une des rares organisations coréennes qui bénéficie d'une dotation de la part des Américains (19 millions de wons pour 1947 contre 3 millions pour le comité de coalition). Financièrement forte, elle attire rapidement les membres d'autres organisations paramilitaires et compte 873 000 membres en juin 1948. Le deuxième mouvement est la Northwest Youth Association (NWYA). Il est fondé le 30 novembre 1946 par un regroupement des organisations de réfugiés venus de Corée du Nord (Nord pour la province du Hamgyong et Ouest pour le Pyongan). Recherchant activement les sympathisants communistes, en particulier parmi les autres réfugiés, ils ont également recours à la violence et au terrorisme.
Pendant ce temps, Syngman Rhee se révèle être le politicien le plus efficace. Doté dès le départ d'un grand prestige à cause de son rôle dans le gouvernement coréen en exil, considéré comme le favori des Américains (il a résidé longtemps à Hawaï) et champion du nationalisme, il se positionne comme le plus ardent des opposants à la tutelle, réclamant une indépendance immédiate. Pour leur part, les États-Unis, en particulier le général Hodge, ont des difficultés à travailler avec lui, le trouvant trop nationaliste, autoritaire et anticommuniste et recherchent des personnalités plus modérées. Ils placent un de leurs derniers espoirs dans le vieux Seo Jae-pil, leader du club de l'indépendance dans les années 1890 et premier Coréen à obtenir la nationalité américaine. Ils le font conseiller en chef ainsi que membre de l'assemblée législative à partir du 1er juillet 1947.
Le 19 juillet 1947, Yeo Un-hyeong, après avoir échappé à plusieurs tentatives d'assassinat, est tué par Han Chigeun, un jeune réfugié venu du nord, membre d'un groupement d'extrême-droite. Celui-ci, capturé puis condamné à mort, peut finalement émigrer au Japon.

## Le passage du pouvoir

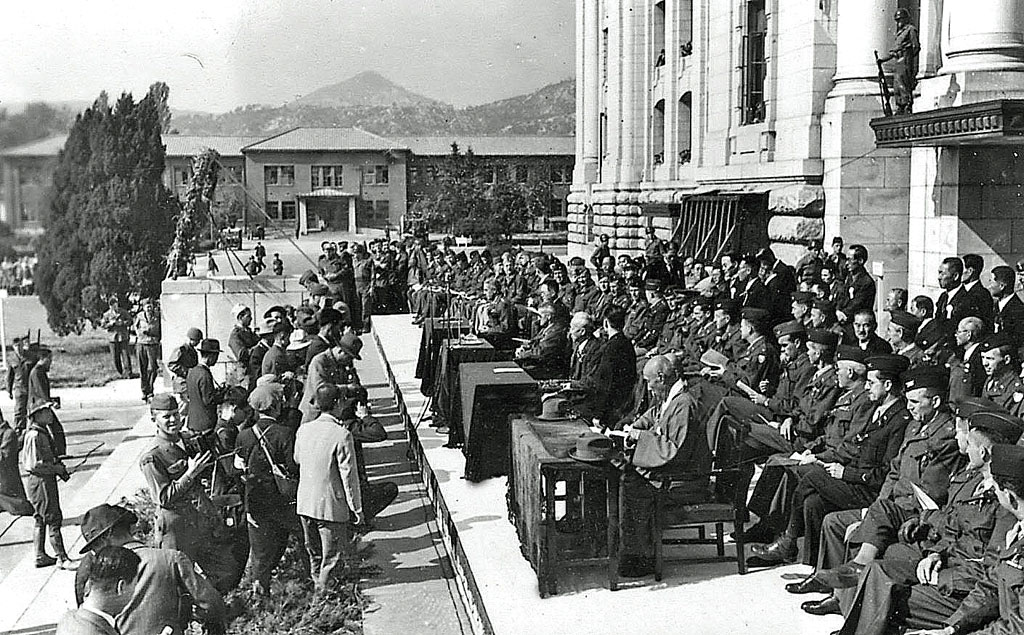
La cérémonie d'accueil pour Syngman Rhee en octobre 1945

La politique américaine en Corée change après le séjour de Syngman Rhee aux États-Unis (du 7 décembre 1946 au 21 avril 1947) et la visite de Hodge à Washington en février 1947. Celui-ci propose d'arrêter de faire des efforts pour collaborer avec l'Union soviétique et de plutôt créer un gouvernement séparé dans le sud. 
Une première étape dans le passage du pouvoir est réalisée 17 mai 1947 avec la création d'un gouvernement intérimaire sud-coréen formé par les membres coréens du gouvernement militaire. Les membres américains n'ont théoriquement plus que le rôle de conseillers mais en pratique, il continue de prendre les décisions finales.
La méfiance allant en augmentant entre les États-Unis et l'URSS, aucun accord ne pouvait être conclu pour procéder à une réunification. Les États-Unis portent la discussion à l'ONU à l'automne 1947, nonobstant l'opposition de l'URSS. L'ONU, à l'époque dominée par les États-Unis et ses alliés, adopte une résolution le 14 novembre 1947 qui demande la tenue d'élections libres, le retrait des troupes étrangères et la création d'une commission temporaire des Nations unies sur la Corée. Le nord boycottant ces élections législatives supervisées par l'ONU, celles-ci ne sont organisées que dans le sud, le 10 mai 1948. Elles sont entachées par de nombreuses violences, en particulier sur l'ile de Jeju qui se révolte. La répression du soulèvement de Jeju est achevée en mai 1949 par le gouvernement sud-coréen et coûte la vie à 14 000 à 30 000 personnes. Cette période de transition est aussi marquée par le bombardement de Dokdo.
Syngman Rhee, favorable depuis longtemps à des élections limitées à la zone sud, est élu chef de l'assemblée tandis que les partis de gauche les boycottent car ils considèrent qu'elles scellent la division du pays. La passation du pouvoir a lieu le 15 aout 1948, trois ans après la capitulation du Japon : la république de Corée est créée et Syngman Rhee en devient son premier président.
Toutefois, aucun des deux nouveaux états n'accepte la division et ils s'engagent dans une série de conflits qui aboutissent au déclenchement de la guerre de Corée en 1950.

## L'économie

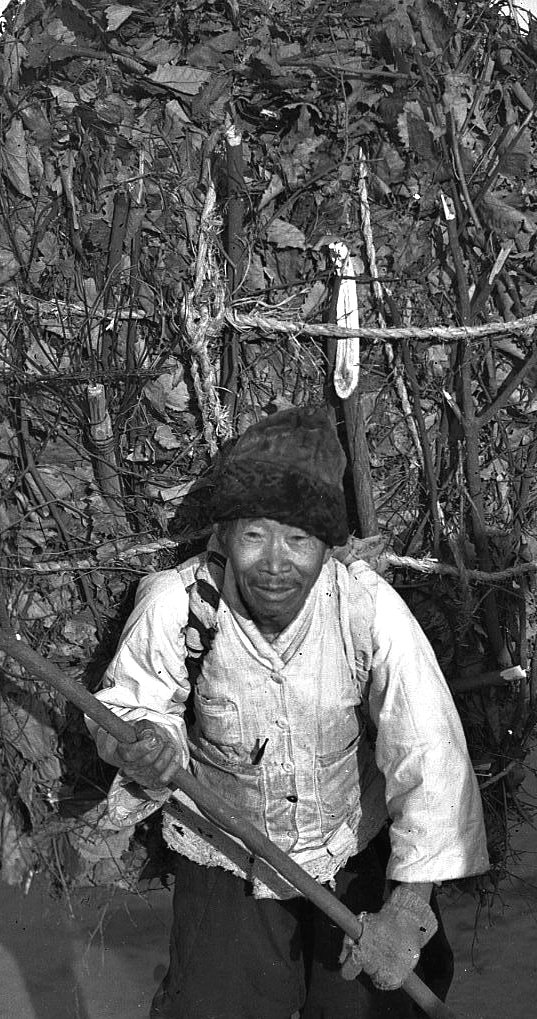
Un porteur de bois de chauffage

Pendant la période japonaise, le nord et le sud de la péninsule s'étaient spécialisés et leurs systèmes économiques étaient complémentaires. Le sud alors habité par 16 millions de personnes était essentiellement agricole. Considéré comme le grenier à riz de la région, il produisait une partie de la nourriture pour le nord et pour le Japon. L'industrie produisait surtout des biens de consommation (textiles, céramique). Les matières premières et l'énergie provenaient du nord, là où se trouvaient les ressources en minerais, en charbon, l'industrie lourde et des centrales hydroélectriques modernes ainsi que la grosse usine de fabrication d'engrais d'Hungnam. La fermeture intermittente de la frontière et les arrêts répétés des fournitures d'électricité contribuèrent à la désorganisation de l'économie.
En 1946, la situation économique est difficile. L'inflation est forte (en partie à cause des japonais qui avaient fait tourner la planche à billets peu avant leur départ), l'industrie ne tourne pas (également à cause du départ des propriétaires et des cadres qui étaient souvent d'origine japonaise) et une grande partie de la population est au chômage (50 % en 1947). À cela s'ajoute la nécessité de gérer le retour de 1 500 000 réfugiés coréens en provenance de Chine, de Mandchourie, du Japon et du nord de la péninsule. 
Le mécontentement grandissant de la population culmine dans les émeutes d'octobre 1946, lancées par des syndicalistes. C'est dans cette situation que le gouvernement américain se décide à apporter une aide financière au pays pour éviter que les communistes y trouvent un soutien. 528 millions de dollars sont d'abord octroyés, l'aide financière est ensuite maintenue pendant de nombreuses années.
La réforme agraire,
Les trois-quarts de la population travaillaient dans l'agriculture, essentiellement du riz. Cependant, les deux-tiers des rizières étaient entre les mains de seulement 3 % de la population. Comme en Corée du Nord, une réforme agraire est alors envisagée mais elle se heurte à la résistance du PDC, le porte-parole des propriétaires terriens.
Une des premières décisions du gouvernement militaire est de libéraliser le commerce du riz dès octobre 1945. Traditionnellement fortement contrôlé par l'état, le marché du riz était alors passé sous le contrôle de la RPC et cette décision visait aussi à amoindrir son pouvoir. Cependant, en l'absence de structure adéquate, une pénurie s'installe, accompagnée d'une forte inflation. Un an plus tard, le prix des denrées alimentaires a déjà été multiplié par 100 et le riz doit être rationné.

## Les forces militaires

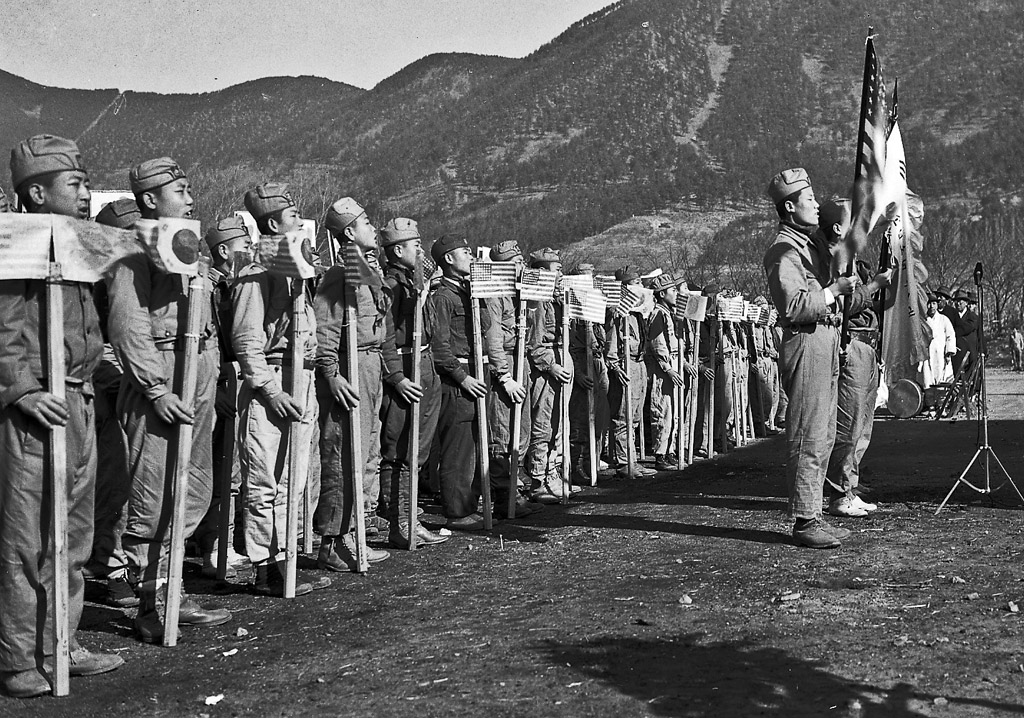
Le début de l'armée sud-coréenne

L'occupation de la Corée est assurée par le 24e corps d'armée des États-Unis. Il comptait 43 500 soldats en 1946. À partir de janvier 1946, ils commencent  à développer une force de défense coréenne. Le premier bataillon de cette force est la gendarmerie qui doit atteindre un effectif de 25 000 hommes. Le général Hodge doutant de la fidélité de cette troupe, elle n'est constituée que lentement (2000 hommes en avril, 5000 en novembre 1946, et 20 000 à la fin 47). De même, son armement reste léger, constitué de fusils pris aux Japonais.
Ce n'est qu'à partir de la fin de 1947, lorsque la décision de mettre fin à la tutelle est prise que les États-Unis envisage d'assurer la formation d'une vraie armée coréenne capable d'assurer la sécurité du pays face à une possible invasion du Nord. Cependant, ils renoncent à la création de forces navales ou aériennes pour souligner le caractère purement défensif de ces nouvelles forces coréennes, limitées initialement à 50 000 hommes.
En concertation avec l'URSS qui prévoyait de retirer ses derniers soldats du Nord avant la fin 1948, les États-Unis commencent à quitter le pays un mois après son indépendance et mettent l'accent sur la formation des soldats coréens. Ce mouvement de retrait est cependant freiné par une rébellion au sein de l'armée coréenne. Les derniers militaires des États-Unis ne quittent le pays que le 30 juin 1949, ce délai étant aussi dû à leur préoccupation pour la sécurité de la Corée du Sud face à son voisin communiste, doté d'une armée puissante. Un an plus tard débutait la guerre de Corée.